# 生态壹号美术馆
生态壹号美术馆，位于湖南省衡阳市生态公园内。

## 历史
生态壹号美术馆原为生态公园1号楼，是衡阳前市委书记李亿龙的豪华休息室。李亿龙落马后，衡阳市市委将其开放为美术馆。
2017年1月13日正式举行开馆仪式。先后举办了衡阳历代名家书画展、尹丽威女士音乐见面会、汉砖铭文画像拓片展等活动。